# Álvaro Santos Pereira
Álvaro Santos Pereira, född 1972 i Viseu, är en portugisisk politiker och ekonomi- och arbetsmarknadsminister sedan juni 2011. Han tog sin grundexamen vid Coimbras universitet 1995 samt doktorsexamen 2003 vid Simon Fraser University, i Vancouver, Kanada. 

### Skönlitteratur
- Diário de um Deus Criacionista (2009)

### Facklitteratur
- O medo do insucesso nacional
- Os mitos da economia portuguesa (2007)
- Portugal na Hora da Verdade

### Papers
- The Opportunity of a Disaster: The Economic Impact of the 1755 Lisbon

Earthquake”, (2009)
- Localized or Generalized Growth?: Revisiting the Industrial Revolution”, (2009)
- (with Sue Bowden and Domna Michailidou) Chasing Mosquitos: An Exploration of

the Relationship between Poverty, Economic Growth and the Elimination of Malaria in Southern Europe in the Twentieth Century”, (2008)
- Economic Reforms and Peacebuilding Success: Lessons from Post-Conflict

Mozambique”, (2008)
- Dollarization or a North American Common Market? Reviewing the Options for

Canada”, (2006)
- Dollarization or a North American Common Market,  in Britain and Canada

and their Large Neighboring Monetary Unions, (2006)
- Two Views of Economic Development (2003)
- On the feasibility of a Marshall Plan for the Arab Countries, (2001)